# Immanuel
Immanuel eller Imanu'el (עִמָּנוּאֵל "Gud [är] med oss") består av två hebreiska ord: אל (El) som betyder 'Gud' och עמנו (Immanu) som betyder 'med oss'. Det är ett bibliskt mansnamn, från Jesaja 7:14 och 8:8. Det förekommer också i Matteusevangeliet 1:23 i Nya Testamentet, där en "Herrens ängel" uppenbarar sig för Marias rättfärdige man Josef i en dröm och säger till honom: "Hon skall föda en son, och du skall ge honom namnet Jesus, ty han skall frälsa sitt folk från deras synder". Berättelsen fortsätter med tillägget: "Allt detta skedde för att det som Herren hade sagt genom profeten skulle uppfyllas: 'Jungfrun skall bli havande och föda en son, och man skall ge honom namnet Immanuel, som betyder Gud med oss". Kristna tror sålunda att Immanuel är den utlovade Messias omtalad i Jesajas profetia inför Achas.
Immanuel (och Emanuel) används också som namn på många kyrkor och kapell inom väckelserörelsen.
I den finlandssvenska namnsdagslängden har Immanuel namnsdag 26 mars sedan 1973.

### Fotnoter
1. ↑  Johan Tyrberg. ”Namnet Jesus”. Svenska kyrkan. Arkiverad från originalet den 7 mars 2016. https://web.archive.org/web/20160307190054/https://www.svenskakyrkan.se/default.aspx?id=689979. Läst 2 mars 2016.
2. ↑  ”Universitetets namnsdagsalmanacka - Universitetets almanacksbyrå”. almanakka.helsinki.fi. Helsingfors universitet. https://almanakka.helsinki.fi/sv/kalender-2025/. Läst 22 februari 2025.